# Колетвінов Андрій Федотович
Андрій Федотович Колетвінов (нар. 1897, село Скороваровка Єфремовського повіту Тульської губернії, тепер Єфремовського району Тульської області, Російська Федерація — розстріляний 28 липня 1938, місто Москва) — радянський діяч, голова Організаційного комітету Президії ВЦВК РРФСР по Тульській області. Депутат Верховної Ради СРСР 1-го скликання (1937—1938).

## Біографія
Закінчив Єфремовське міське училище, працював у канцелярії конторником і рахівником.
У 1916—1917 роках служив в російській армії на унтер-офіцерській посаді; був демобілізований через хворобу.
Член РКП(б) з 1918 року.
У 1918—1921 роках — секретар, заступник голови виконавчого комітету Єфремовської повітової ради Тульської губернії, член Єфремовського повітового революційного комітету, створеного для боротьби з кіннотою генерала Добровольчої армії Мамонтова.
З 1921 по 1930 рік — заступник начальника відділу управління Тульського губернського комітету внутрішніх справ; начальник Тульської робітничо-селянської міліції.
У 1930—1934 роках — голова виконавчого комітету Веньовської районної ради Московської області.
У 1934—1937 роках — голова виконавчого комітету Тульської районної ради Московської області.
До жовтня 1937 року — заступник голови виконавчого комітету Московської обласної ради.
З жовтня 1937 року по квітень 1938 року — голова Організаційного комітету Президії ВЦВК РРФСР по Тульській області.
7 квітня 1938 року заарештований органами НКВС СРСР. 28 липня 1938 року засуджений Військовою колегією Верховного Суду СРСР за статтею 58-10 КК РРФСР до страти. Того ж дня розстріляний на полігоні НКВС «Комунарка» біля Москви.
Реабілітований 8 лютого 1956 року Верховним судом СРСР.